# Stöðvarfjörður (Fjord)
Der Stöðvarfjörður ist ein kleiner Fjord im Osten von Island und gehört zu den Ostfjorden.
Er liegt südlich vom Fáskrúðsfjörður und nördlich der Bucht Breiðdalsvík.
Die Ringstraße  verläuft entlang der Küste.
Dieser Straßenabschnitt war bis zum November 2017 noch der Suðurfjarðavegur .
Wie der nördliche Nachbarfjord leichter durch den Fáskrúðsfjarðargöng (5.900 m) wurde im Jahr 2000 ein 4.800 m langer Tunnel nach Norden geplant.
Er soll oberhalb in das Tal der Stöðvará führen.
Ein zweiter 3.800 m langer Tunnel führt nach der Planung direkt ins Breiðdalur und kürzt die Strecke um die Halbinsel Kambanes.
Am Nordufer des Fjords liegt der Ort Stöðvarfjörður mit der bekannten Steinesammlung von Petra Sveinsdóttir.